# 엔진왕
《엔진왕》(エンジン王)은 《열혈최강 고자우라》에 등장하는 등장인물으로, 국내명은 엔진대왕. 성우는 스가와라 마사시 / 박상일.

## 소개
- 엔진왕 (엔진대왕) / 성우 : 박상일

기계 신(기계 대마왕)의 부하로 전기왕이 쓰러진 이후에 세 번째로 등장한 적이다. 비록 그다지 크지 않은 로봇이지만 그 파워는 대단하며, 직속 부하이기도 한 길터보라는 거대 로봇에 탑승한다. 공룡수비대가 처음으로 그레이트 캡틴 사우루스로 합체하게 만들게 하고 고전하게 만드는 상대. 공룡수비대에게 번번히 패배하다 진정한 힘이 마음에서 솟아나는 힘을 알고 그들의 담임 나카지마 타츠오를 납치하고 기계화성으로 데려간다. 본래는 기계 대마왕의 밑에서 온 우주의 지배자가 될 음모를 꾸미고 있다. 이를 눈치를 챈 기계대마왕의 꼭두각시 인형을 쓰러뜨린다. 길터보와 나카지마 타츠오의 지적을 무시하고 공룡수비대가 도착하자 기계화성을 데블전사로 만들어버리고 캡틴 사우루스에게 솟아나는 마음의 힘을 이용해 에너지가 가득차자 기계화성과 합체해 슈퍼데블전사가 되지만 가득 찼던 에너지가 떨어저버리고 자기 대신에 기계대마왕의 공격을 받은 길터보가 파괴되자 절망한다. 나카지마 타츠오의 충고를 깨닫고 자우라즈에게 회개한 뒤 자신의 엔진에너지로 행성급의 크기로 거대화하여 지구로 이동하려는 기계화성을 막고 자우라즈가 킹 블레이드의 빔에 의해 기계화성이 무너지자 대파된 길터보의 마음을 깨닫고 희생한다. 나중에는 이전의 반역을 꿈꾸는 배신자의 모습은 사라지고, 기계 대마왕에게 영원한 충성을 맹세한 엔진대왕 2세(원판 : 엔진대왕)로 부활. 이번에는 길터보 없이 혼자 다니며 역시 번번히 패배하다 마지막에 기계대마왕에게 파괴당한다. 모티브는 엔진.